# L'assassin connaît la musique...
L'assassin connaît la musique... es una película francesa dirigida por Pierre Chenal estrenada el 16 de octubre de 1963 y con Paul Meurisse, María Schell, Claude Mann y Noël Roquevert en los papeles principales. La película, cargada de humor negro, tiene como personaje principal a un músico.

## Sinopsis
Lionel Fribourg no puede componer su sinfonía, que debe entregar en tres meses para un concurso internacional, a causa del ruido que penetra en su departamento, proveniente principalmente de un taller mecánico instalado hace poco debajo del mismo. El músico imagina casarse con Agnès Duvillard, una joven alsaciana divorciada que vive en un pacífico edificio de los suburbios para instalarse en esa vecindad pero se le presenta un obstáculo: el padre de la joven.

## Reparto
- Paul Meurisse: Lionel Fribourg, músico.
- Maria Schell: Agnès Duvillard, joven alsaciana.
- Claude Mann: Francis Poudrieux, el primo.
- Noël Roquevert: el padre de Agnès.
- Sylvie Bréal: Marie-José, la hija de Lionel.
- Christa Lang: Christine, la amiga de Marie-José.
- Jacques Dufilho: el doctor Hublot.
- Yvonne Clech: Graziella, la viuda.
- Laure Paillette: une vecina.
- Madeleine Suffel: la portera.
- André Badin: el asistente.
- Mossaz: el pianista.
- Fernand Guiot: el comisario.
- Marcel Perès: el camionero.
- Paul Demange: el vecino que se levanta temprano.
- Jean Luisi: el colocador de vidrios.
- Pierre Sergeol: el mecánico.
- Franck Maurice: un detenido.
- Dominique Zardi: un hombre en el negocio.
- Henri Attal: otro hombre en el negocio.
- Ray Ventura: el director de orquesta.